# Revólver Enfield
El Enfield fue un revólver británico con extractor automático, diseñado y fabricado por la fábrica estatal Royal Small Arms Factory de Enfield, inicialmente de calibre 11,6 mm (.476) y que empleaba el cartucho .476 Enfield.
Los revólveres Enfield Mk I y Mk II de 11,6 mm fueron el arma auxiliar estándar del Ejército británico y de la Policía Montada del Canadá, así como suministrados a muchas otras unidades coloniales a través del Imperio británico. El término "revólver Enfield" no se le aplica a los revólveres Webley Mk VI construidos por la RSAF Enfield entre 1923 y 1926.
El Enfield No. 2 es un revólver distinto calibre 9 mm (.38) que fue el arma auxiliar estándar de las fuerzas británicas y del Commonwealth durante la Segunda Guerra Mundial.

## Revólveres Enfield Mk I y Mk II
Los primeros modelos del revólver Enfield - el Mark I y el Mark II - fueron las armas auxiliares estándar del Ejército británico desde 1880 hasta 1887, así como de la Policía Montada del Noroeste en Canadá desde 1883 hasta 1911.
Acheson G. Irvine, comisionado de la Policía Montada del Noroeste, ordenó 200 revólveres Mark II en 1882, costando C$15,75 cada uno, que fueron embarcados por la naviera Montgomery and Workman de Londres en noviembre de aquel año, llegando a Canadá en diciembre. Estos revólveres reemplazaron al Adams. Como Irvine los apreciaba tanto, en una de sus últimas actividades como comisionado, ordenó otros 600 revólveres, que fueron suministrados en setiembre de 1885; Lawrence W. Herchmer, su reemplazo, reportó que la fuerza estaba completamente equipada con revólveres Enfield (en total se suministraron 1.079) y estaba conforme con ellos, pero preocupado que el cartucho .476 Enfield fuese demasiado potente. Los revólveres del primer lote fueron estampados con el marcaje NWMP-CANADA (con el número de suministro debajo) después de su arribo; los de compras posteriores no. Eran revólveres de apertura vertical y doble acción, equipados con anillas para atarles un acollador. Los brazos desgastados del mecanismo eyector no agarraban los casquillos vacíos al eyectar, mientras que los ejes desgastados del pivote hacían que el cañón se aflojase, provocando disparos imprecisos. El profundo estriado del ánima de su cañón le permitía disparar balas de calibres entre 11,4 mm y 12 mm (.449 y .476). Las quejas empezaron a surgir en una fecha tan temprana como 1887, influenciadas en parte por el cambio de los británicos al Webley, para 1896 el desgaste de la bisagra y el aflojamiento del cañón eran un verdadero problema.
Desde fines de 1904, el Mark II empezó a ser reemplazado por el revólver Colt New Service de calibre 11,43 mm, que empleaba el cartucho .45 Colt, pero el Enfield quedó en servicio hasta 1911.
El cartucho .476 Enfield que empleaban los revólveres Enfield Mk I y Mk II, montaba una bala de plomo de 17,2 g (265 granos) y tenía una carga propulsora de 1,2 g (18 granos) de pólvora negra. Sin embargo, el cartucho demostró ser ligeramente poco potente durante la segunda guerra anglo-afgana y otros conflictos coloniales contemporáneos, al faltarle el poder de parada que en aquel entonces se creía necesario para su empleo militar.
Al contrario de la mayoría de revólveres con extractor automático (tales como los Webley o el S&W Modelo 3), el Enfield Mk I/Mk II era algo complicado de descargar, al tener un sistema de extracción/eyección selectivo Owen Jones que supuestamente le permitía al tirador eyectar los casquillos vacíos y dejar los cartuchos en el tambor. El Enfield Mk I/Mk II tenía un armazón con bisagra, que al accionar el retén del cañón, el tambor se movería hacia adelante, accionado el sistema de extracción y permitiendo que los casquillos vacíos simplemente caigan. La idea era que el tambor se moviera hacia adelante lo suficiente para permitir la extracción completa de los casquillos vacíos (y eyectados por gravedad), pero no tanto como para que los cartuchos sean retirados de la misma forma.
El sistema ya era obsoleto al momento de introducir en servicio al Enfield Mk I, especialmente porque debía ser cargado con un cartucho a la vez a través de una portilla de recarga (como en el Colt Single Action Army o el Nagant M1895). Combinado con el volumen ligeramente grande del revólver y la tendencia a ensuciarse y trabarse de su mecanismo eyector al extraer casquillos, los revólveres Enfield Mk I/Mk II nunca fueron populares y terminaron siendo reemplazados en 1889 por el revólver Webley Mk I de 11,6 mm (.455).